# 元町 (さいたま市)
元町（もとちょう）は、埼玉県さいたま市浦和区の町名。現行行政地名は元町一丁目から元町三丁目。住宅街となっている。郵便番号は330-0073。

## 地理

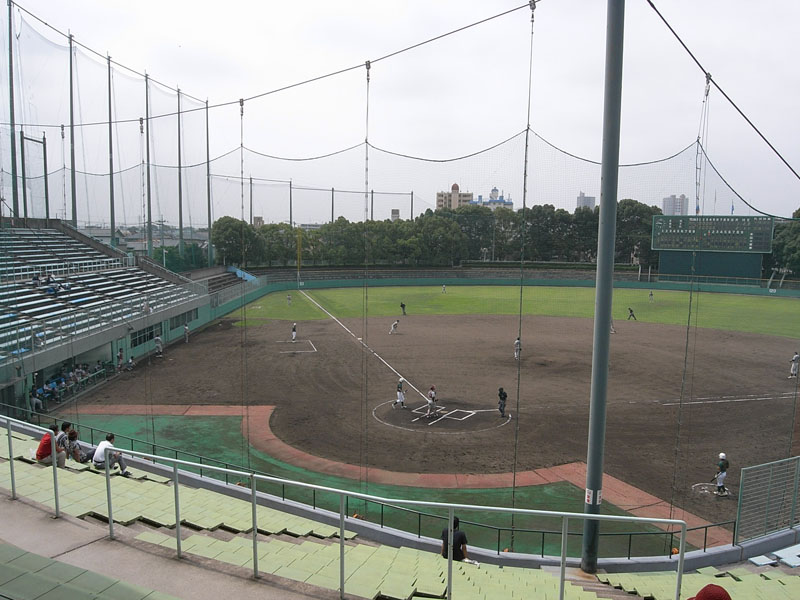
さいたま市営浦和球場

さいたま市浦和区の中央に位置する。北浦和駅東口から近く、さいたま市立浦和中学校・高等学校や浦和総合運動場（さいたま市営浦和球場）などが立地する。また、埼玉県立浦和高等学校や駒場スタジアムも近隣に位置する。

### 地価
住宅地の地価は、2022年（令和4年）1月1日の公示地価によれば、元町一丁目17-8の地点で34万8000円/m2となっている。

## 歴史
- 幕末時点では足立郡本太村であった。
- 1889年（明治22年）4月1日 - 町村制施行により、上木崎、下木崎、駒場、瀬ヶ崎、針ヶ谷、本太、北袋、木崎領領家が合併し、木崎村が成立。本太村は木崎村の大字本太となる。
- 1932年（昭和7年）4月1日 - 木崎村が浦和町へ編入される。
- 1934年（昭和9年）2月11日 - 浦和町が市制を施行。

- 1954年（昭和29年）1月1日 - 大字本太の一部から元町（もとまち）一丁目〜三丁目が成立[5]（住居表示とは別の町名変更）。
- 1966年（昭和41年）4月1日 - 住居表示実施により、元町（もとまち）一丁目〜三丁目・北浦和町一丁目の一部から元町（もとちょう）一丁目〜三丁目が成立[6]。
- 2001年（平成13年）5月1日 - 浦和市が与野市、大宮市と合併しさいたま市となり、さいたま市の町名となる。
- 2003年（平成15年）4月1日 - さいたま市が政令指定都市に移行し、さいたま市浦和区の町名となる。

## 世帯数と人口
2017年（平成29年）9月1日現在の世帯数と人口は以下の通りである。
| 丁目       | 世帯数    | 人口    |
| ---------- | --------- | ------- |
| 元町一丁目 | 1,193世帯 | 2,510人 |
| 元町二丁目 | 1,580世帯 | 3,622人 |
| 元町三丁目 | 860世帯   | 1,836人 |
| 計         | 3,633世帯 | 7,968人 |

## 小・中学校の学区
市立小・中学校に通う場合、学区（校区）は以下の通りとなる。
| 丁目       | 番地              | 小学校                   | 中学校                 |
| ---------- | ----------------- | ------------------------ | ---------------------- |
| 元町一丁目 | 全域              | さいたま市立本太小学校   | さいたま市立本太中学校 |
| 元町二丁目 | 1番、 6〜最終番地 | さいたま市立本太小学校   | さいたま市立本太中学校 |
| 元町二丁目 | その他            | さいたま市立北浦和小学校 | さいたま市立本太中学校 |
| 元町三丁目 | 全域              | さいたま市立北浦和小学校 | さいたま市立本太中学校 |

## 交通
地域内に駅はないが、京浜東北線北浦和駅が近い。

### 道路
- 埼玉県道65号さいたま幸手線（旧中山道、遊々通）
- 北宿通り[8]
- 元町通り
- グランド通り
- 天王川遊歩道（藤右衛門川が地下を流れる） - 天王川コミュニティ緑道とも
- 元町緑道

## 施設
一丁目
- さいたま市立浦和中学・高等学校
- 浦和総合運動場（さいたま市営浦和球場） - 一部が地区内に掛かる
- 八雲神社
- 顕昌寺

二丁目
- 浦和元町シティ
- 薬師堂
- 黎明幼稚園
- 元町東公園

三丁目
- 元町三丁目自治集会所
- 秋谷豊資料館